# Détroit de Sado
Le détroit de Sado est un détroit de la mer du Japon, dans l'océan Pacifique, qui sépare les îles japonaises de Honshū et Sado dans la préfecture de Niigata.